# Галилей, Микеланджело
Микеланджело Галилей (итал. Michelangelo Galilei, встречается также написание Michelagnolo, 1575—1631) — итальянский композитор и лютнист позднего Возрождения, сын Винченцо Галилея, и младший брат знаменитого астронома Галилео Галилея.

## Биография
Родился во Флоренции в семье теоретика музыки и лютниста Винченцо Галилея, как и его отец, научился играть на лютне в раннем возрасте. После смерти отца в 1591 году, 16-летний Микеланджело переехал к старшему брату Галилео в Падую, а с 1593 года начал странствовать по Европе в качестве музыканта.
На протяжении 6 лет (1593—1599) Микеланджело жил и работал в Речи Посполитой, где в то время развивалась музыкальная культура и были востребованы музыканты, особенно в таких городах, как Краков, Гданьск, Торунь и Вильна. В конце XVI — начале XVII веков в Речь Посполитую были привлечены многие известные музыканты из Италии, например, Лука Маренцио — один из самых известных авторов мадригалов, лютнисты Диомед Като и Валентин Бакфарк. По-видимому, Микеланджело Галилей был приглашён в Речь Посполитую влиятельным родом Радзивиллов.
В 1599 году Микеланджело приехал из Речи Посполитой и попытался устроиться во Флоренции при дворе великого герцога Тосканского Фердинанда I, но не был принят и в 1600 году вернулся в Речь Посполитую, где прожил до 1607 года, после чего был приглашён в Мюнхен, в капеллу герцога Баварии Максимилиана I.
Мюнхен в то время был одним из самых известных музыкальных центров Европы, и Микеланджело Галилей был в числе многих талантливых итальянских музыкантов, которые приехали сюда жить и работать. Галилей прожил в Мюнхене всю оставшуюся жизнь, был отцом восьмерых детей, из которых по меньшей мере трое также стал лютнистами.
Отношения Микеланджело со старшим братом Галилео были сложными, особенно в последние годы жизни Микеланджело, о чём свидетельствует сохранившаяся переписка между братьями: Микеланджело неоднократно просил Галилео о материальной поддержке, но не получал её.

## Музыкальное наследие
Произведения Микеланджело Галилея написаны в основном для лютни, большая часть их опубликована в его книге Il primo libro d’intavolatura di liuto (Мюнхен, 1620), в которой используется табулатура. Некоторые из его произведений публиковались отдельно в других изданиях.
Музыкальные сочинения Галилея включают танцы, такие как гальярда, лавольта и куранта, объединённые в сюиты, организованные по ладам. Каждая сюита начинается с токкаты и завершается двумя парными пассамеццо и сальтарелло. Сочинения Галилея написаны в современном ему стиле, с диссонансами, орнаментикой и тональной гармонией, характерными для музыкального стиля раннего барокко. Произведения Галилея были особенно известны и пользовались спросом в княжествах южной Германии.
Первым исполнителем и пропагандистом произведений Микеланджело Галилея стал американский лютнист Пол Бейер, привлекший внимание публики к его творчеству.